# Cafon Jaszan
Cafon Jaszan (hebr. צפון ישן; Stara Północ) – osiedle mieszkaniowe w Tel Awiwie, znajdujące się na terenie Dzielnicy Trzeciej.

## Nazwa
Nazwa osiedla Cafon Jaszan oznacza Stara Północ, w odróżnieniu od części miasta nazywanej Nowa Północ, która powstała po powstaniu Państwa Izraela w 1948.

## Położenie
Osiedle leży na nadmorskiej równinie Szaron. Jest położone w północno-zachodniej części aglomeracji miejskiej Tel Awiwu, na południe od rzeki Jarkon. Południową granicę osiedla stanowi ulica Sederot Ben Gurion, za którą jest Centrum Tel Awiwu. Wschodnią granicę wyznacza ulica Ibn Gabirol, za którą jest osiedle Ha-Cafon ha-Chadasz. Na północy za rzeką Jarkon znajduje się Park ha-Jarkon oraz osiedle Kochaw ha-Cafon. Zachodnią granicę stanowi wybrzeże Morza Śródziemnego.

## Historia
Pierwotnie w tej okolicy znajdowała się arabska wieś Al-Mas'udiyya (hebr. סומייל), która w 1945 miała 850 mieszkańców. Wioska została opuszczona 25 grudnia 1947 podczas wojny domowej w Mandacie Palestyny.

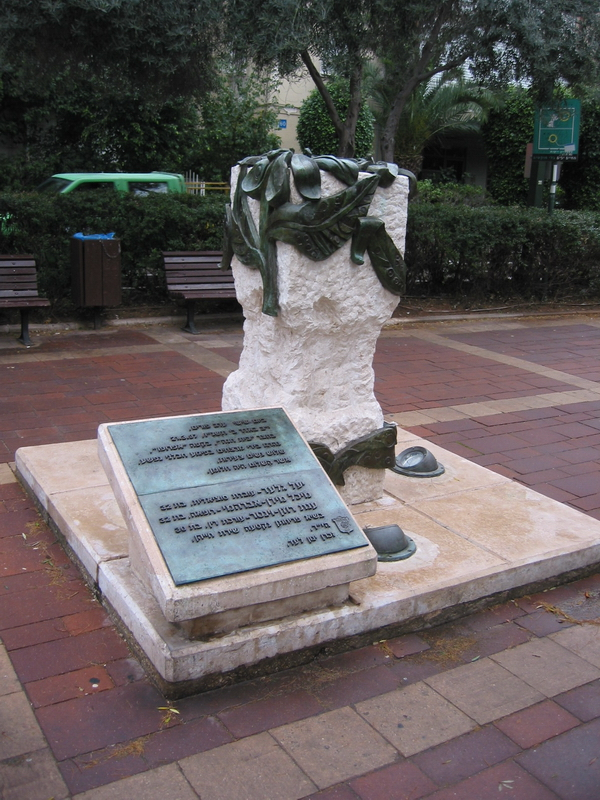
Pomnik w miejscu zamachu terrorystycznego przy kawiarni Cafe Apropo

Masowa imigracja Żydów pobudzonych ideami syjonizmu do Palestyny podczas Trzeciej Aliji (lata 1919–1923) spowodował gwałtowny wzrost liczebności populacji Tel Awiwu. Wzbudziło to niepokój władz miejskich. Z tego powodu Światowa Organizacja Syjonistyczna poprosiła znanego architekta Richarda Kaufmana do stworzenia projektu dalszego rozwoju miasta w kierunku północnym i wschodnim. Przedstawiony przez niego projekt przewidywał wytyczenie głównych dróg przebiegających z północy na południe, równolegle do brzegu morza, wzdłuż których powstałyby nowe osiedla mieszkaniowe.
W 1925 na zaproszenie Meir Dizengoffa do Tel Awiwu przyjechał architekt sir Patrick Geddes, który za zgodą brytyjskich władz mandatowych miał stworzyć plan rozwoju północnej części miasta. Przeprowadził on kompleksowe badania ówczesnej sytuacji gospodarczej, społecznej i demograficznej miasta, które liczyło wówczas 30 tys. mieszkańców. Zobowiązano go do przygotowania planu rozwoju miasta do populacji 100 tys. mieszkańców.
Geddes w swoim projekcie oparł się na wcześniejszych założeniach przedstawionych przez Kaufmana, jednak głównym wzorem była koncepcja miasta-ogrodu opracowana przez Ebenezera Howarda. Nowe dzielnice Tel Awiwu miały powstać jako osiedla oddalone od centrum miasta, charakteryzujące się niską, luźną zabudową, a przede wszystkim znacznym udziałem terenów zielonych (lasów, ogrodów, parków, itp.) w ogólnej powierzchni miasta. Plan przewidywał stworzenie siatki prostopadłych do siebie ulic, położonych równolegle do wybrzeża morza. W tę siatkę ulic miano wkomponować tereny zieleni oraz zabudowę miejską. Plan przyjęła w 1925 Rada Miejska pod przewodnictwem Meira Dizengoffa.
W 1938 wybudowano Port Tel Awiw, który był pierwszym żydowskim portem morskim w Palestynie. W 1965 port został zamknięty i przez długi czas służył jako zespół warsztatów i magazynów. W 2001 firma Marine Trust ogłosiła konkurs na rewitalizację terenu portu. Konkurs wygrała grupa architektów Miizilitz – Kassif Architects, którzy zaproponowali przekształcenie tego terenu w strefę rekreacyjno-wypoczynkową. Projekt ten został zrealizowany.

### Zamachy terrorystyczne
W osiedlu doszło do zamachu terrorystycznego zorganizowanego przez palestyńskich terrorystów-samobójców:
- 21 marca 1997 (w przeddzień święta Purim) o godzinie 13:40 terrorysta z Hamasu wysadził się w przy wejściu do kawiarni Cafe Apropo na ulicy Ben-Guriona. Wybuch materiału wybuchowego zabił 3 osoby i ranił 48 innych. W miejscu zamachu wystawiono symboliczny pomnik z nazwiskami ofiar[2].

## Polityka

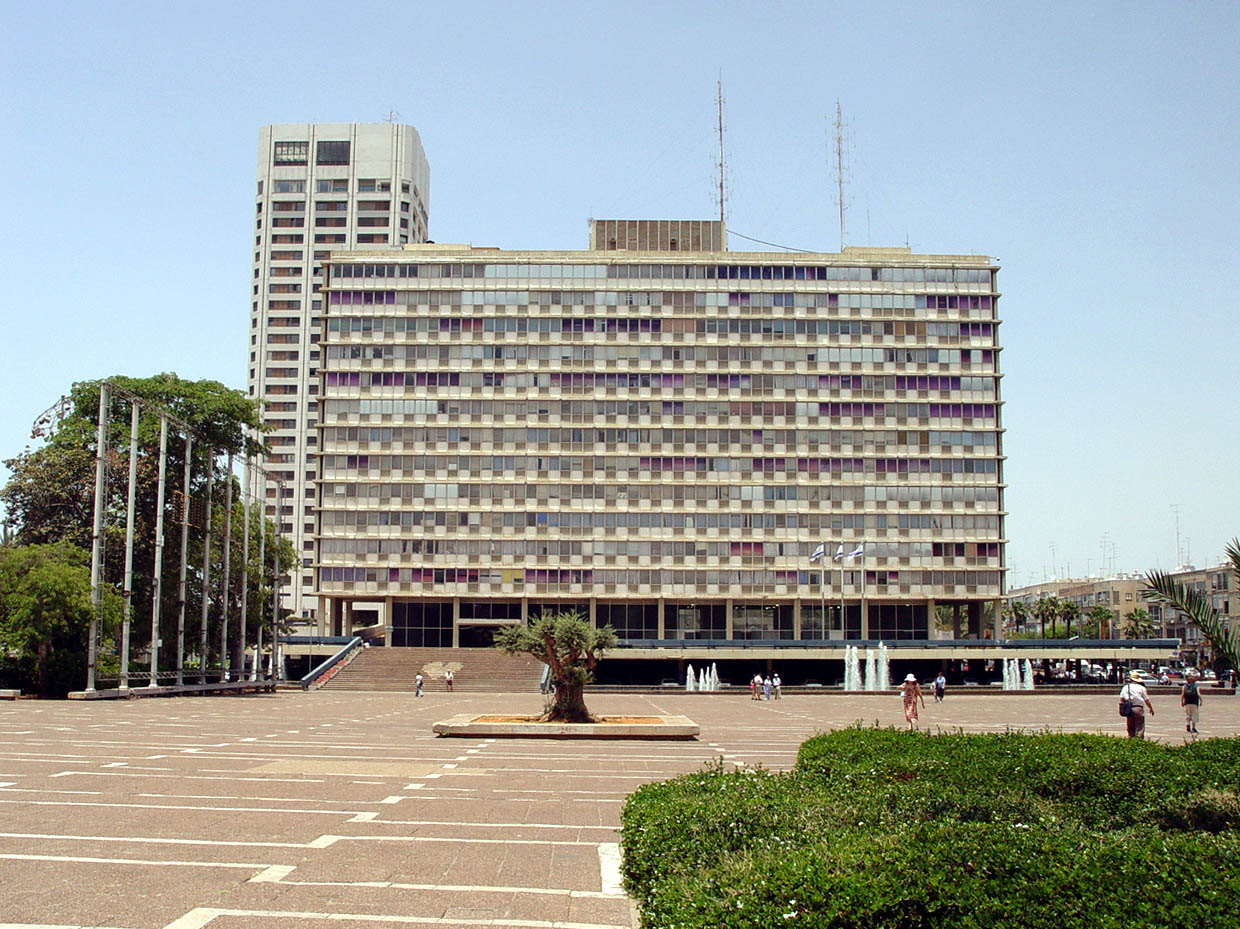
Ratusz w Tel Awiwie

Tel Awiw jest rządzony przez liczącą 31 osób Radę Miejską, która jest wybierana na pięcioletnią kadencję na drodze bezpośrednich proporcjonalnych wyborów. Prawo wyborcze posiadają wszyscy izraelscy obywatele posiadający co najmniej 18 lat życia i mieszkający co najmniej jeden rok w Tel Awiwie.

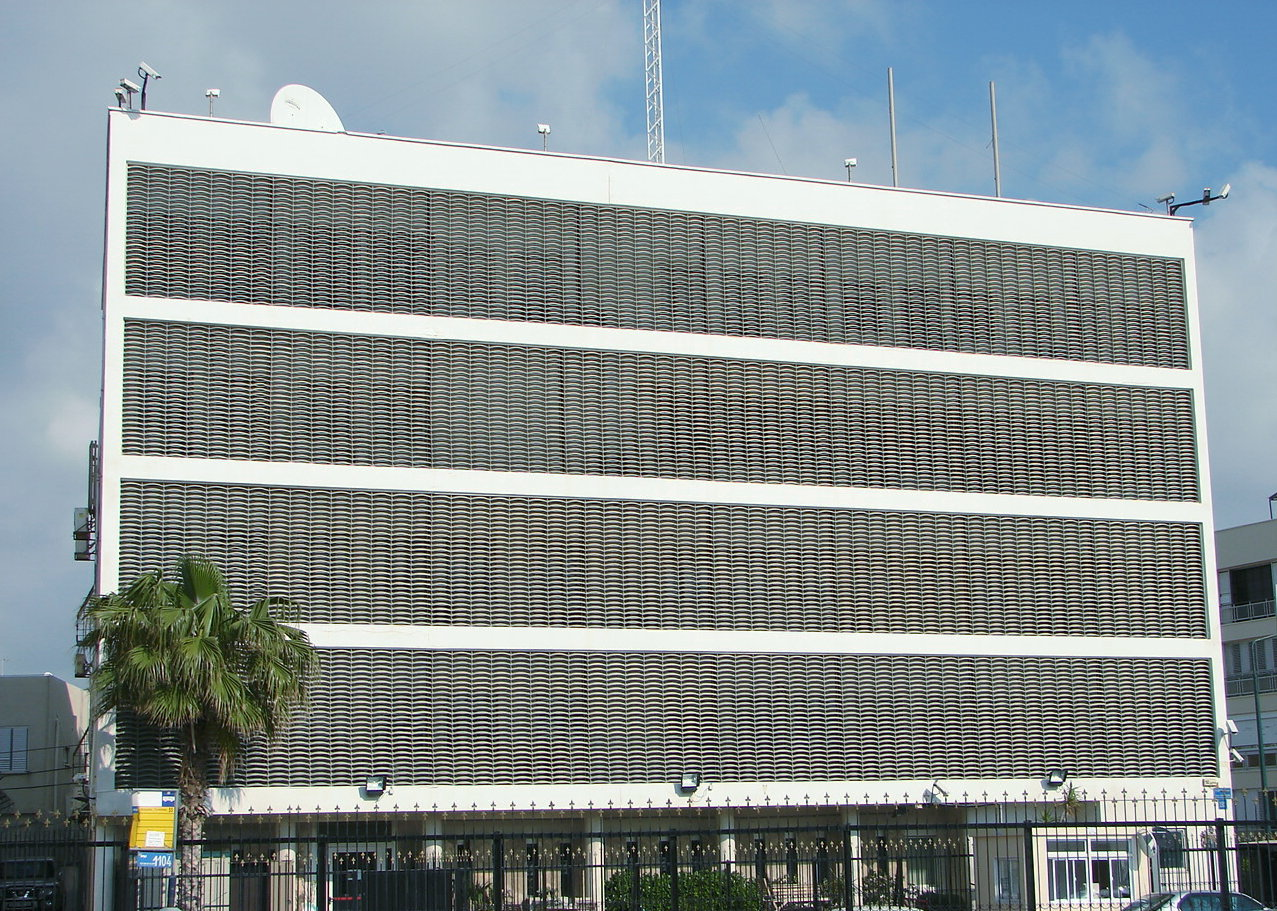
Ambasada Wielkiej Brytanii w Tel Awiwie

Miejskie władze samorządowe są odpowiedzialne za świadczenia socjalne, programy społeczne, infrastrukturę publiczną, urbanistykę, edukację, kulturę, turystykę i inne lokalne sprawy. Ratusz miejski znajduje się przy Placu Rabina.
W osiedlu znajdują się także liczne placówki dyplomatyczne: przy Parku Niepodległości znajdują się ambasady Wielkiej Brytanii, Szwajcarii, Turcji i Suazi. Przy ulicy Ben Yehuda znajduje się ambasada Chin. Na północy osiedla, w pobliżu rzeki Jarkon, przy ulicy Yermiyahu znajduje się ambasada Ukrainy. Przy ulicy Basel jest ambasada Egiptu, przy ulicy Jabotinsky jest ambasada Słowacji, przy ulicy Adam HaKoen jest ambasada Rumunii, przy ulicy Rakhel jest ambasada Zairu, a przy ulicy Mikha jest konsulat Papui-Nowej Gwinei.

## Architektura

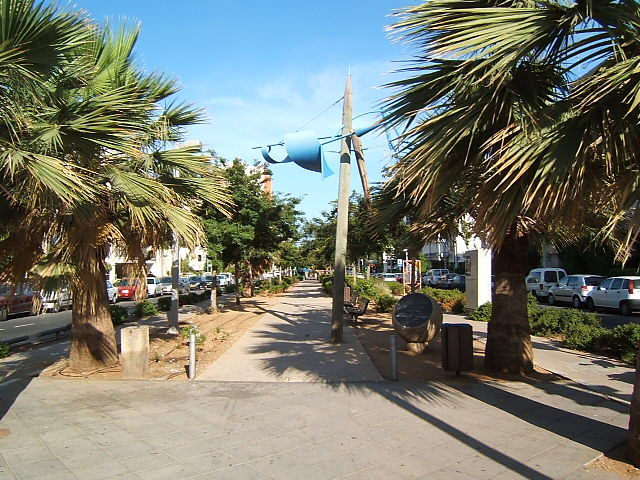
Ulica Nordau w północnej części osiedla

Obszar dzielnicy stanowi gęsto zabudowy teren położony w północnej części centrum miasta. Główną aleją jest ulica Dizengoffa. Równolegle do niej biegną licząc od strony morza ulice: HaYarkon i Ben Yehuda. Wszystkie te trzy ulice zbiegają się w jednym rejonie, w północno-zachodniej części dzielnicy, u ujścia rzeki Jarkon do Morza Śródziemnego. Znajduje się tutaj obszar dawnego portu Tel Awiw. Obszar ten został przekształcony w centrum rekreacyjno-wypoczynkowe, w którym wybudowano rozległą drewnianą promenadę oraz liczne lokale gastronomiczne.

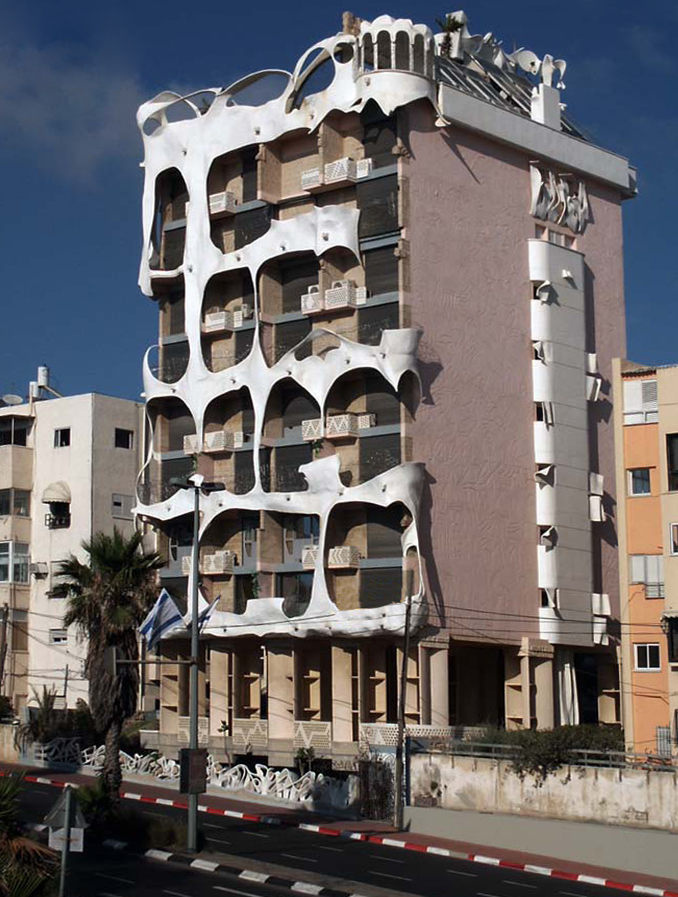
„Szalony Dom”

Na południe od portu znajduje się Park Niepodległości oraz położone na wschód od niego szeregi domów robotniczych wybudowanych w latach 30. w międzynarodowym stylu. Domy te były budowane w kompleksach budynków, pośrodku których umieszczano dziedzińce z terenami zielonymi. Najczęściej w obrębie takiego dziedzińca znajduje się także sklep i inne punkty usługowe.
Tzw. „Szalony Dom” (hebr. הבית המשוגע), położony przy ul. HaYarkon, został wybudowany w 1989 według projektu Leona Gniiva, który wzorował się na budynkach mieszkalnych zaprojektowanych przez Antoniego Gaudí w Barcelonie. Budynek ten posiada betonowy szkielet z wyraźnym podziałem na mieszkania i balkony, do którego jak gdyby przyklejono zniekształcone i zdeformowane fragmenty o różnych kształtach. „Szalony Dom” zupełnie odbiega swoim stylem od otoczenia. Tuż obok znajduje się Plac Namir.

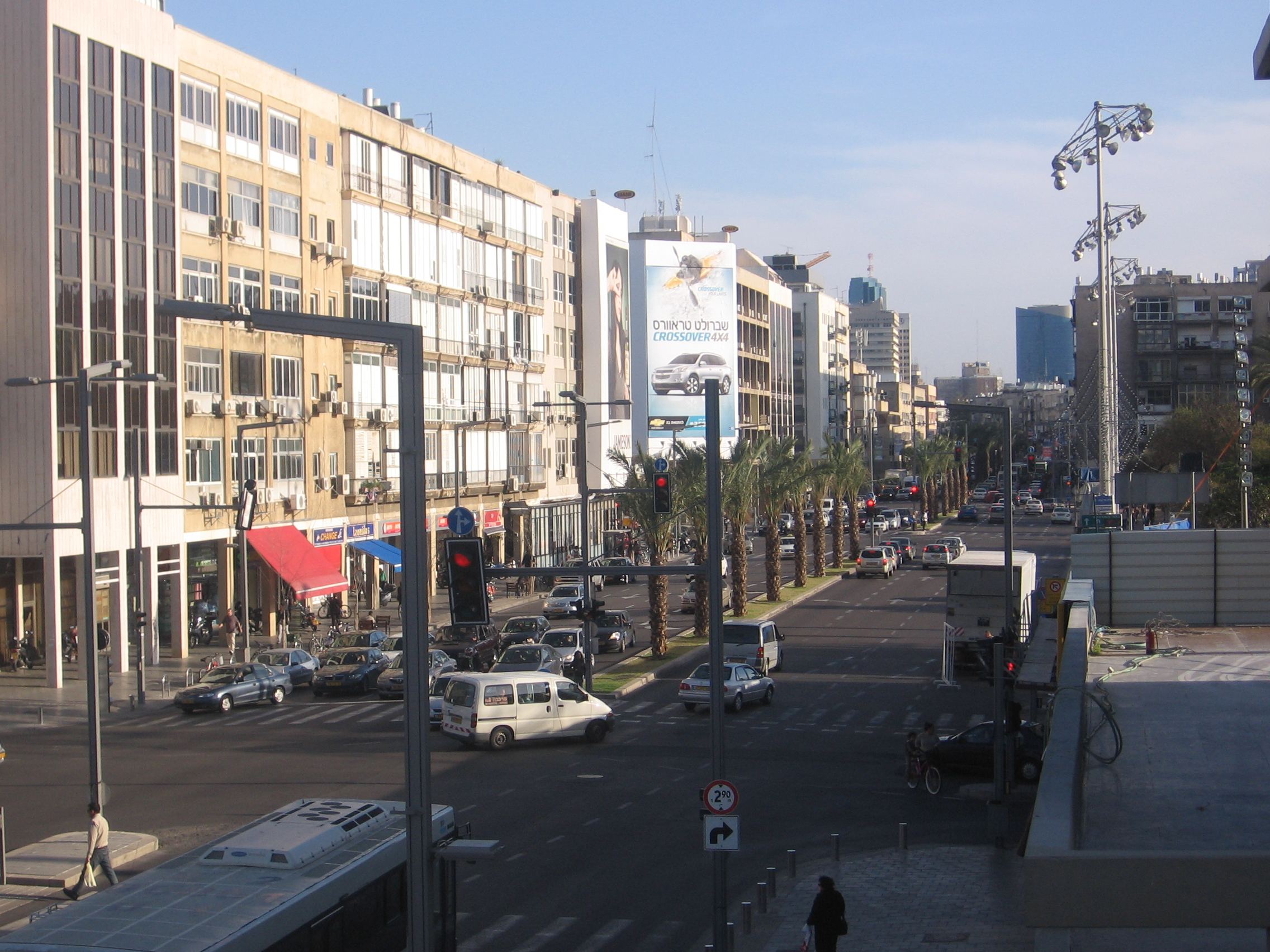
Ulica Ibn Gabirol w rejonie wieżowca Gan HaYir Tower

Równolegle do ulicy HaYarkon, przebiega ulica Ben Yehuda. Ulica powstawała stopniowo, wraz z rozwojem miasta. W latach 30. i 40. była to najważniejsza ulica handlowa w mieście. Osiedliło się przy niej wielu niemieckich imigrantów (nazywaną ją wówczas Straße). Budynki położone przy tej ulicy są wybudowane w stylu międzynarodowym. Kolejną ulicą równoległą do linii brzegowej jest ulica Dizengoffa. Od 1934 do końca lat 80. była to najważniejsza ulica w mieście, przy której koncentrowało się życie handlowe i artystyczne Tel Awiwu. Na północny wschód od ulicy Dizengoffa jest park Gimpel Garden. Równolegle do niej biegnie ulica Yehoshua Nin Nun, na której północnym krańcu znajduje się park miejski Brender Garden.

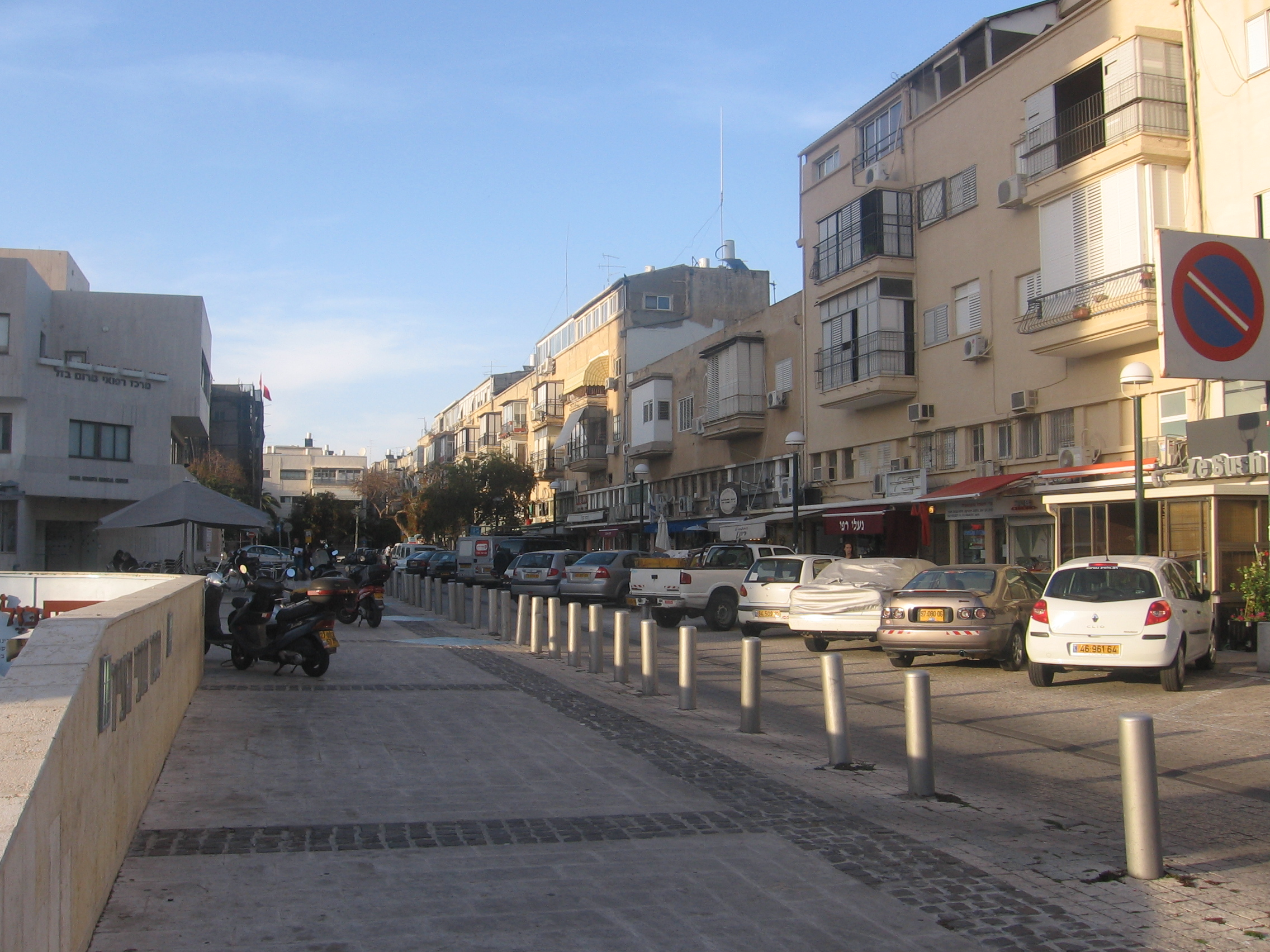
Domy przy ul. Basel

Zachodnią granicę osiedla wyznacza ulica Ibn Gabirol, która dociera do Placu Rabina. Znajduje się tutaj Ratusz w Tel Awiwie, oraz położony na północ od niego wieżowiec Gan HaYir Tower z parkiem miejskim. Wieżowiec jest połączony z ratuszem. Ulica Ibn Gabirol jest główną arterią komunikacyjną i handlową centrum miasta. Na tej szerokiej ulicy kilka razy odbyły się parady Sił Obronnych Izraela, a obecnie corocznie odbywają się organizowane przez homoseksualistów parady równości. Budynki położone przy ulicy są niemal jednakowo zaprojektowane. Na parterze znajdują się sklepy, a na położonych powyżej trzech kondygnacjach są mieszkania. Charakterystycznym elementem architektury tych budynków są rzędy kolumn z zadaszeniem. Konstrukcja ta umożliwia pieszym znalezienie schronienia podczas niepogody.

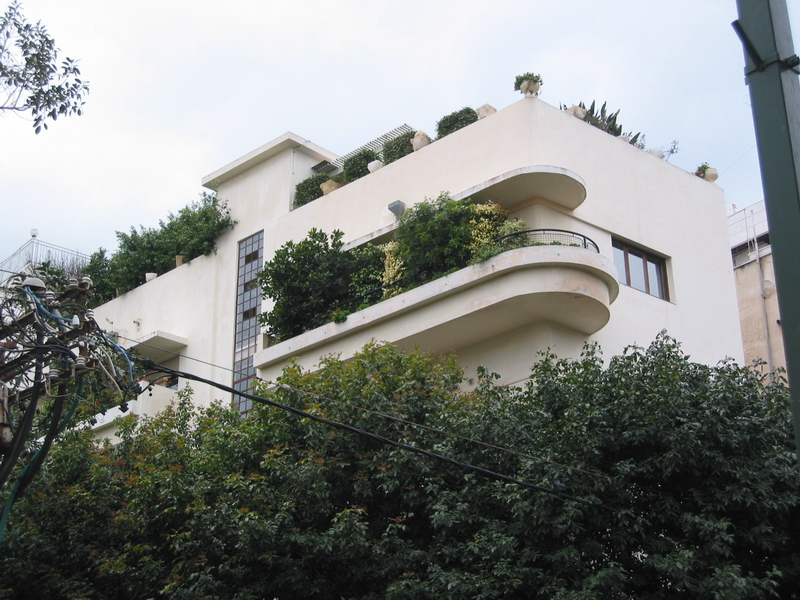
Modernistyczna zabudowa Białego Miasta

Ulica Ben-Guriona stanowi południową granicę osiedla. Biegnie ona ze wschodu na zachód, od Parku Rabina do Placu Namir i mariny. Po 1998 przeprowadzono rewitalizację tej ulicy. Odnowiono wówczas skrzyżowania, zasadzono liczne drzewa, stworzono zielone klomby, ławki, ścieżki rowerowe i pisuary publiczne. Po ukończeniu tych prac ulica zapełniła się popularnymi kawiarniami i sklepami.
Równolegle do niej biegnie ulica Arlozorov, pełniąca ważną rolę w komunikacji osiedla. To właśnie przy niej, w latach 1934–1990 znajdowała się zajezdnia autobusowa przedsiębiorstwa Dan. Budynek wybudowano w stylu międzynarodowym. Miał on dwie kondygnacje: na parterze znajdowały się garaże, a na piętrze umieszczono warsztaty, stołówkę i pomieszczenia socjalno-biurowe. Po obu stronach budynku umieszczono balkony. Zajezdnia stwarzała jednak wiele trudności okolicznym mieszkańcom i została zamknięta. W 2008 budynek rozebrano. Obecnie planuje się wybudowanie w tym miejscu wieżowców.
Kolejnymi ulicami biegnącymi ze wschodu na zachód są: Jabotinsky, Nordau i Ussiskhin zamykająca osiedle od północy.

### Zabytki
Jedynie budynki położone przy ulicy Ben-Guriona wchodzą w skład zespołu miejskiego Białego Miasta Tel Awiwu, który został w 2003 umieszczony na Liście światowego dziedzictwa UNESCO, jako największe na świecie skupisko budynków modernistycznych. Został on stworzony w latach 30. XX wieku przez pochodzących z Niemiec żydowskich architektów, którzy kształcili się na uczelni artystycznej Bauhaus (powstał w niej styl architektoniczny nazywany modernizmem). Niektórzy z tych architektów, w tym Arje Szaron, przyjechali do Palestyny i przystosowali poglądy modernizmu do lokalnych warunków, tworząc w Tel Awiwie największe na świecie skupisko budynków wybudowanych w tym stylu.

## Kultura

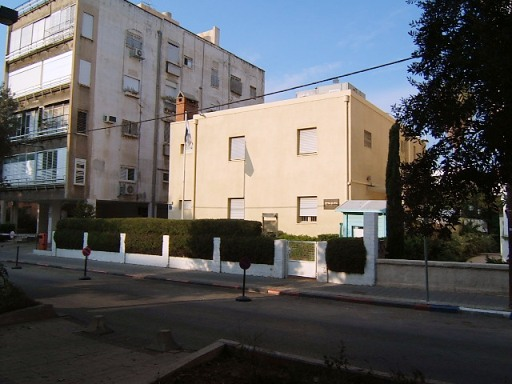
Dom Ben Guriona

U zbiegu ulic Ben Guriona i Ibn Gabirola mieści się Centrum Kultury Einav. Przy ulicy Ben-Guriona znajduje się Dom Ben Guriona, służący jako muzeum. W budynku tym, w latach 1931–1968 mieszkał pierwszy premier Izraela Dawid Ben Gurion ze swoją rodziną. Muzeum upamiętnia jego dziedzictwo i oddaje cześć wkładowi Ben Guriona w utworzenie Państwa Izraela.

## Media
W północnej części dzielnicy, u samego ujścia rzeki Jarkon do Morza Śródziemnego, znajdują się hale wykorzystywane przez kanał telewizyjny Channel 24 do nagrywania różnych programów. Pierwotnie w tym miejscu, w 2002 działał Teatr Jarkon, jednak wysokie koszty remontu elewacji budynku doprowadziły do jego zamknięcia. W 2006 hale zakupił kanał Channel 24.

## Edukacja i nauka
Przy samym Parku Niepodległości znajduje się założona w 1931 szkoła podstawowa Gordon, a bardziej na północy w pobliżu portu znajduje się szkoła Ironi Hei School. W południowo-wschodniej części osiedla jest szkoła Metsada. W południowej części są szkoły Graetz i Kemda.
Przy ulicy Dizengoffa jest szkoła religijna Dizengoff.

## Turystyka

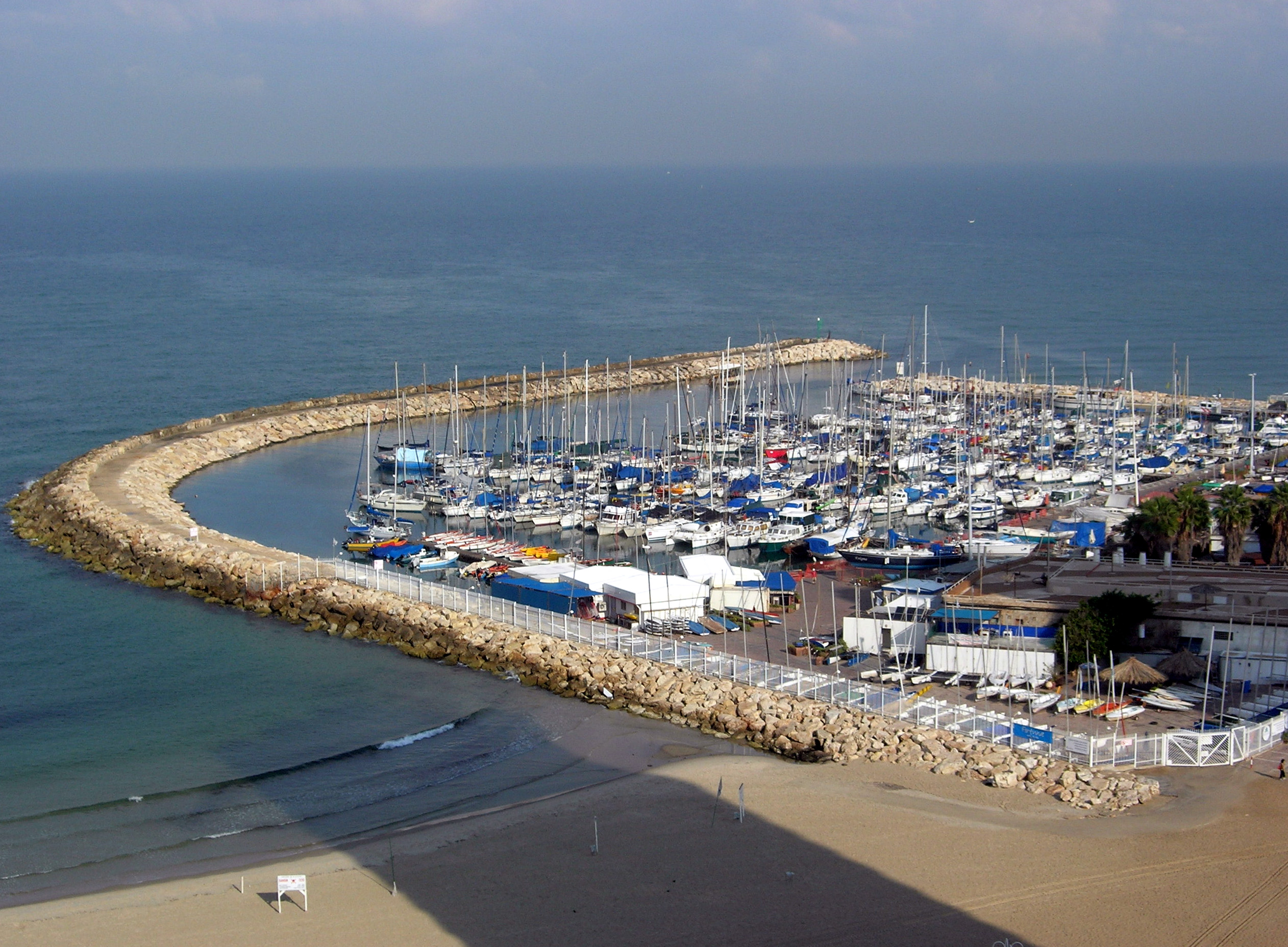
Marina w Tel Awiwie

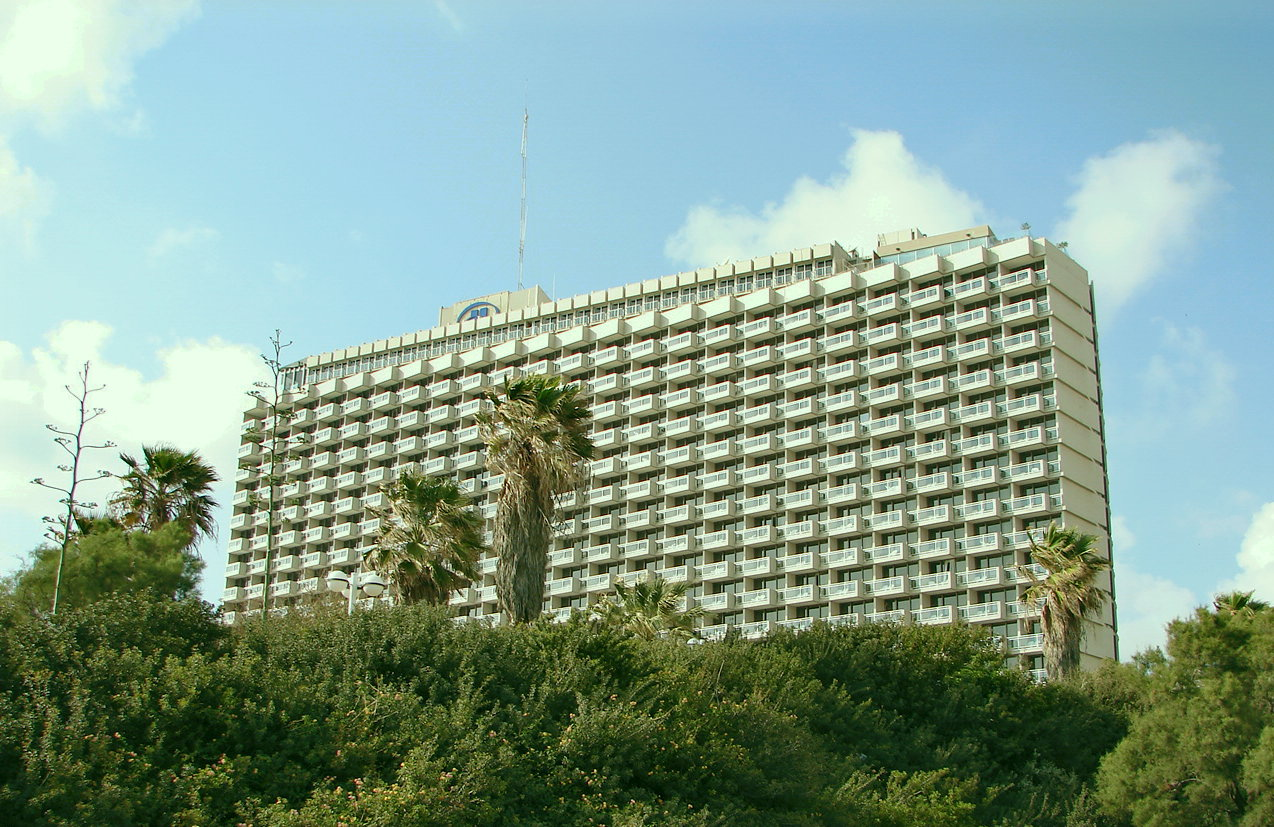
Hotel Hilton Tel Awiw w Parku Niepodległości

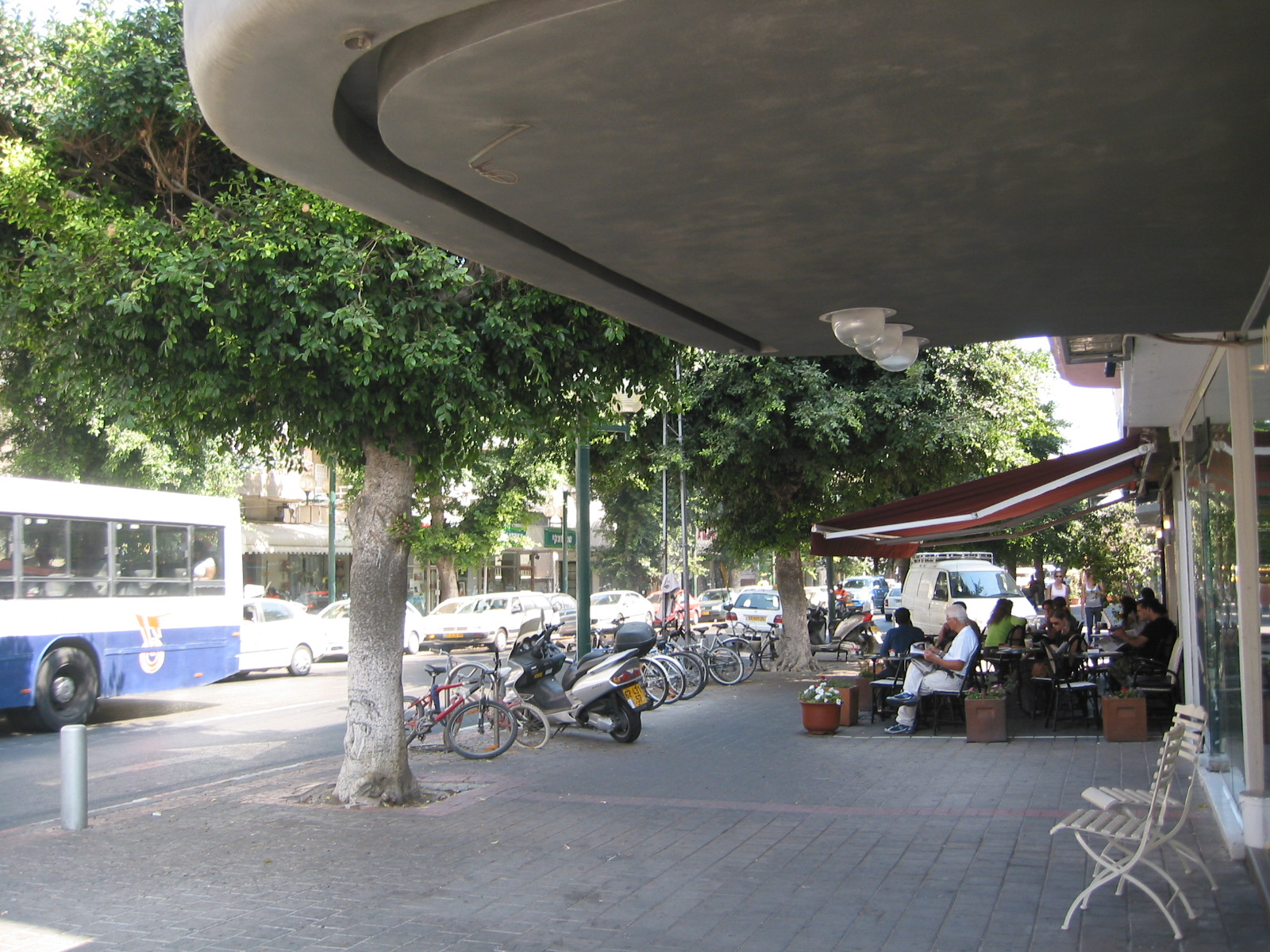
Typowa kawiarnia przy ulicy Deizengoffa

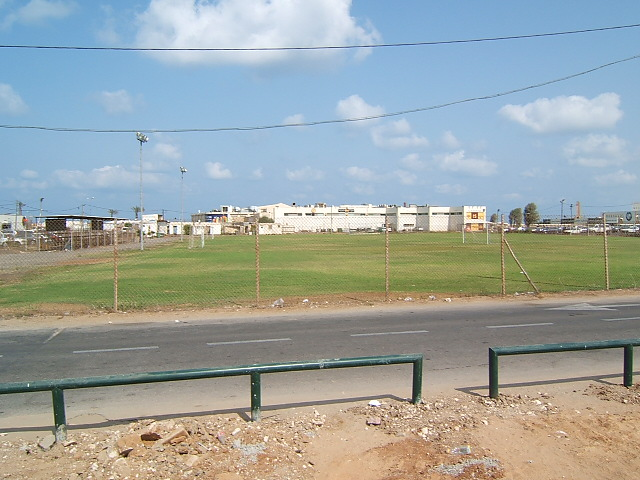
Maccabiah Stadium

Największą atrakcją turystyczną Tel Awiwu są plaże z drobnym, białym piaskiem. To samo odnosi się do osiedla Stara Północ, które z racji swojego nadmorskiego położenia posiada szereg dobrze utrzymanych plaży. Patrząc od północy są to kolejno:
- Plaża Metsitsim (hebr. חוף מציצים;dawniej Plaża Sheraton) – położona na południe od portu Tel Awiw. Została ona w ostatnich latach uporządkowana i odnowiona.
- Plaża Nordau (hebr. החוף הנפרד) – przeznaczona dla osób religijnych. Plaża jest oddzielona parkanem od innych miejskich plaży. Wstęp na plażę jest wyznaczony w oddzielne dni dla kobiet i w oddzielne dni dla mężczyzn.
- Plaża Hilton (hebr. חוף הילטון) – położona na wysokości Parku Niepodległości i Hotelu Hilton Tel Awiw. Dzieli się ona na dwie plaże: południową i północną. Północna jest popularnym miejscem spotkań homoseksualistów, natomiast południowa jest znana z amatorów surfingu.

Położony na północy obszar dawnego portu Tel Awiw został przekształcony w centrum rekreacyjno-wypoczynkowe. Wybudowano tutaj rozległą drewnianą promenadę, parkingi, oraz ponad 60 różnego rodzaju kawiarni, klubów, pubów, sklepów i centrów rozrywki. Na południe od portu znajduje się Park Niepodległości.
Wzdłuż plaż – od Parku Niepodległości do samej Jafy – biegnie nadmorska promenada Lahat. Została ona wybudowana w 1939, jako wąski nadmorski deptak. Z upływem czasu jednak jego stan bardzo pogorszył się i w latach 80. XX wieku został rozebrany pod budowę obecnej promenady. Jest ona oddzielona od brzegu wąskim pasem roślinności nadmorskiej. Wzdłuż promenady umieszczono wiele rzeźb i tablic pamiątkowych.
Równolegle do deptaku przebiega ulica HaYarkon, która jest turystycznym centrum Tel Awiwu. To tutaj mają swoje siedziby liczne firmy i towarzystwa obsługujące ruch turystyczny, a także wiele hoteli, biur linii lotniczych oraz liczne miejsca rozrywki. Do lat 80. było to miejsce znane z prostytucji. W pobliżu znajduje się marina w Tel Awiwie, za którą ciągną się luksusowe nadmorskie hotele.
Następną ulicą równolegle biegnącą do wybrzeża, jest ulica Ben Yehuda. Straciła ona swój dawny wielkomiejski charakter i obecnie koncentruje się tutaj ruch turystyczny miasta. Bliskość hoteli i plaż powoduje, że swoje siedziby ma tutaj wiele towarzystw turystycznych, biur podróży i biur linii lotniczych. Pomiędzy nimi znajdują się liczne restauracje, kawiarnie, sklepy z pamiątkami oraz tanie hostele.

### Baza noclegowa
Najbardziej luksusowym hotelem jest Hotel Hilton Tel Awiw położony w samym centrum Parku Niepodległości. Na północ od parku są Grand Beach Hotel i Tal Hotel, natomiast przy samej marinie znajdują się Marina Tel Awiw Hotel i Carlton Tel Aviv.

## Religia
W osiedlu znajduje się 6 synagog. Na północy, przy ulicy Ussishkina znajduje się reformowana synagoga Beit Daniel. Kolejne znajdują się na skrzyżowaniu ulic Diezengoffa z Yimiyahu, przy ulicy Sederot Nordau są dwie synagogi, kolejne są przy ulicach Peqi'in i na wysokości Parku Niepodległości, przy ulicy Zlatopolski.

## Sport i rekreacja
W północnej części dzielnicy znajduje się stadion sportowy Maccabiah Stadium, na którym w 1932 i 1935 zorganizowano Olimpiadę Machabejską.
Nad rzeką Jarkon znajduje się ośrodek szkolenia wodnego Skautów, specjalizujący się w wioślarstwie. Tereny te bezpośrednią graniczą z terenami rekreacyjnymi Parku Jarkon.

## Gospodarka
Życie gospodarcze osiedla koncentruje się wokół turystyki, usług i handlu.

## Infrastruktura
Przy ulicy Diezengoff znajduje się posterunek policji, a przy ulicy Basel jest główna remiza straży pożarnej w mieście.
Najważniejszym obiektem służby zdrowia w osiedlu jest Centrum Medyczne Merom Basel, w pobliżu którego znajduje się stacja ratunkowa. Jest tu także około 10 aptek. Przy ulicy Mandelstamm jest ośrodek opiekuńczy dla osób starych Mitchell Multifunctional Center for Senior Citizens.
Przy parku Gimpel Garden znajduje się poczta. W osiedlu znajdują się liczne centra handlowe.